# NGC 3094
NGC 3094 في الفهرس العام الجديد، هي مجرة، تقع في كوكبة الأسد. اكتشفت في 31 ديسمبر 1885 بواسطة يوهان بليسا.

## روابط خارجية
- NGC 3094 على موقع ويكي سكاي: DSS2, SDSS, GALEX, IRAS, Hydrogen α, X-Ray, Astrophoto, Sky Map, Articles and images